# Корепино (Вологодская область)
Корепино — деревня в Никольском районе Вологодской области.
Входит в состав Аргуновского сельского поселения, с точки зрения административно-территориального деления — в Аргуновский сельсовет.
Расстояние по автодороге до районного центра Никольска — 57 км, до центра муниципального образования Аргуново — 15 км. Ближайшие населённые пункты — Скоморошье, Пичуг, Черная.
По переписи 2002 года население — 7 человек.